# Appelle-moi Jen Tour
 (mai 2024).
Si vous disposez d'ouvrages ou d'articles de référence ou si vous connaissez des sites web de qualité traitant du thème abordé ici, merci de compléter l'article en donnant les références utiles à sa vérifiabilité et en les liant à la section « Notes et références ».
Tournées par Jenifer
Lunatique tour
Appelle-moi Jen Tour est le nom de la quatrième tournée musicale de Jenifer qui a débuté le 1er avril 2011.

## Caractéristiques
Pour la première fois de sa carrière, Jenifer fait appel à un metteur en scène pour sa tournée, Cyril Houplain.
La scène est très colorée, avec de nombreux jeux de lumières.
Pour cette tournée, Jenifer est accompagnée de Sandra Derlon à la guitare, Chat au piano.
Elle est la tournée la plus courte de la carrière de Jenifer

## Tournée Internationale

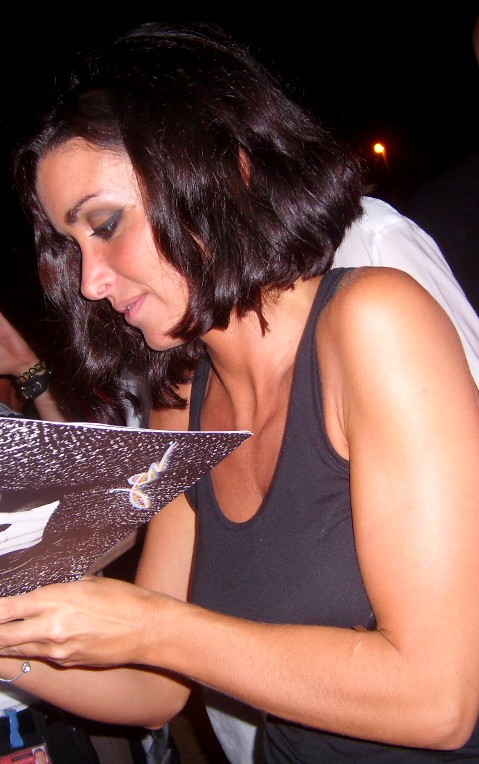
Jenifer à Biguglia le 7 juillet 2011

Cette tournée d'une durée de 9 mois passera, à la demande de Jenifer, majoritairement dans les théâtres (de 1 500 à 3 000 places) afin de garantir un maximum d'échange avec le public. Il servira à promouvoir l'album Appelle-moi Jen, sorti le 29 novembre 2010.
Alors que seulement 20 dates étaient connues, Jenifer a vendu en un mois l'équivalent de 12 000 places de concerts environ, sans promotion de la part des sites vendeurs de places tels que ticketnet et la fnac spectacles.
La tournée connait actuellement un vif succès avec plusieurs dates affichant complet, bien qu'elle ne soit pas aussi performante que les précédentes tournées de Jenifer. Au total, près de 100 000 spectateurs auront vu le Appelle Moi Jen Tour 2011.
Jenifer a fait escale à la réunion, le 27 et 28 mai 2011, pour deux concerts en plein air ayant réuni au total plus de 35 000 spectateurs. Il s'agissait des premières dates de la version estivale de la tournée. 
Pour la première fois depuis le début de sa carrière, Jenifer s'est produite en Israël le 10 août 2011.
5 000 personnes ont assisté à ce concert, soutenu par la mairie de Tel Aviv et annoncé comme l'évènement de l'été dans le pays.
En novembre 2011, après deux dates complètes au Trianon, elle retrouvera Paris pour y donner deux concerts dans la prestigieuse salle des Folies Bergère.

## Dates et lieux des concerts
Le Appelle-moi Jen Tour sera enregistré à Paris pour figurer par la suite sur la réédition de l'album Appelle moi Jen.
La tournée débutera du 1er avril au 10 décembre 2011
Au total 200 000 spectateurs ont assisté à la tournée de Jenifer. Comme à chaque fois dans sa carrière, elle sera classée dans l'une des tournées françaises les plus fréquentées de l'année 2011. 
| Date              | Ville               | Salle                                                 | Capacité                  | Remplissage                   |
| ----------------- | ------------------- | ----------------------------------------------------- | ------------------------- | ----------------------------- |
| France et Israël  |                     |                                                       |                           |                               |
| 1er avril 2011    | Châtenay-Malabry    | La piscine                                            | Complet                   | 1200/1200 (100 %)             |
| 7 avril 2011      | Toulouse            | Le Bikini                                             | Complet                   | 1500/1500 (100 %)             |
| 8 avril 2011      | Le Médoquine        | Bordeaux                                              | Complet                   | 1500/1500 (100 %)             |
| 12 avril 2011     | Montpellier         | Zénith Sud                                            | Complet                   | 988/1000 (98 %)               |
| 13 avril 2011     | Aix-en-Provence     | Le Pasino                                             | Complet                   | 1200/1200 (100 %)             |
| 14 avril 2011     | Nice                | Casino municipal de Nice                              | Complet                   | 1250/1250 (100 %)             |
| 19 avril 2011     | Lyon                | Bourse du travail                                     | Complet                   | 1500/1500 (100 %)             |
| 20 avril 2011     | Genève              | Thônex                                                | 1 200 spectateurs         | 1200/1500 (80 %)              |
| 26 avril 2011     | Pau                 | Zénith de Pau                                         | 1 480 spectateurs         | 1480/1500 (98 %)              |
| 27 avril 2011     | Biarritz            | Gare du midi                                          | 1 320 spectateurs         | 1320/1408 (98 %)              |
| 30 avril 2011     | Lille               | Théâtre Sébastopol                                    | Complet                   | 1359/1359 (100 %)             |
| 5 mai 2011        | Bruxelles           | l'Ancienne Belgique                                   | 2 455 spectateurs         | 2455/2700 (90 %)              |
| 13 mai 2011       | Tours               | Le Vinci                                              | 1 275 spectateurs         | 1275/1982 (65 %)              |
| 6 mai 2011        | Liège               | Le Forum                                              | Complet                   | 1000/1000 (100 %)             |
| 19 mai 2011       | Paris               | Le Trianon                                            | Complet                   | 1500/1500 (100 %)             |
| 20 mai 2011       | Paris               | Le Trianon                                            | Complet                   | 1500/1500 (100 %)             |
| 21 mai 2011       | Strasbourg          | Hippodrome de Strasbourg (Festival Bass Zorn Live)    | 2 000 spectateurs         | Plein Air                     |
| 27 mai 2011       | La Réunion          | Plein air                                             | 15 000 spectateurs        | Plein Air                     |
| 28 mai 2011       | La Réunion          | Plein air                                             | 20 000 spectateurs        | Plein Air                     |
| 18 juin 2011      | Ruoms               | Ardèche Aluna Festival                                | 10 000 spectateurs        | Plein Air                     |
| 19 juin 2011      | Fresnes             | Parc des sports de la ville de Fresnes                | 4 000 spectateurs         | 4000/4000 (100 %)             |
| 22 juin 2011      | Nantes              | Cité des congrès de Nantes                            | 1 200 spectateurs         | 1200/2000 (60 %)              |
| 25 juin 2011      | Rognac              | Plein air                                             | 2 000 spectateurs         | Plein Air                     |
| 3 juillet 2011    | Longuenesse         | Plein air                                             | 21 300 spectateurs        | Plein Air (Record Historique) |
| 7 juillet 2011    | Biguglia            | Plein air                                             | 4 000 spectateurs         | 4000/3500 (114 %)             |
| 19 juillet 2011   | Apt                 | Festival des Tréteaux de la nuit- théâtre de la ville | 900 spectateurs           | 900/2000 (45 %)               |
| 23 juillet 2011   | Le Grau-du-Roi      | Les Arènes                                            | 6 000 spectateurs         | Plein Air                     |
| 25 juillet 2011   | Saint-Geniez-d'Olt  | Théâtre de verdure                                    | 2 000 spectateurs         | 2000/2500 (80 %)              |
| 26 juillet 2011   | Agde                | Scène flottante                                       | 15 000 spectateurs        | Plein Air                     |
| 27 juillet 2011   | Canet-en-Roussillon | Plein air                                             | 12 000 spectateurs        | Plein Air                     |
| 29 juillet 2011   | Saint-Girons        | Plein air                                             | 3 000 spectateurs         | Plein Air                     |
| 30 juillet 2011   | Fos-sur-Mer         | Plein air                                             | 5 000 spectateurs         | Plein Air                     |
| 10 août 2011      | Raanana             | Cotton Club                                           | 5 000 spectateurs         | Plein Air                     |
| 20 août 2011      | Lanfains            | Plein air                                             | 5 000 spectateurs         | Plein Air                     |
| 17 septembre 2011 | Tulle               | Festival Nuits de Nacres                              | 1 000 spectateurs         | 1000/3000 (33 %)              |
| 23 septembre 2011 | Boncourt, Suisse    | Festival du Bison                                     | Complet                   | 4000/4000 (100 %)             |
| 6 octobre 2011    | Lyon                | Bourse du travail                                     | Complet                   | 1500/1500 (100 %)             |
| 7 octobre 2011    | Anzin               | Théâtre D'Anzin                                       | COMPLET                   | 1000/1000 (100 %)             |
| 12 octobre 2011   | Toulouse            | Théâtre du Casino                                     | Complet                   | 1200/1200 (100 %)             |
| 13 octobre 2011   | Rodez               | L'amphitéâtre                                         | Complet                   | 2500/2500 (100 %)             |
| 19 octobre 2011   | Roubaix             | Le Colisée                                            | 1 800 spectateurs         | 1800/2000 (90 %)              |
| 21 octobre 2011   | Aix-en-Provence     | Pasino                                                | Complet                   | 1200/1200 (100 %)             |
| 22 octobre 2011   | Sanary-sur-Mer      | Théâtre Galli                                         | 760 spectateurs           | 760/980 (76 %)                |
| 4 novembre 2011   | Mantes-la-ville     | Salle Jacques Brel                                    | Complet                   | 830/830 (100 %)               |
| 10 novembre 2011  | Péronne             | Espace Mac Orlan                                      | COMPLET                   | 1000/1000 (100 %)             |
| 12 novembre 2011  | Enghien-les-Bains   | Théâtre du Casino                                     | 1 200 spectateurs         | 1200/1500 (80 %)              |
| 13 novembre 2011  | Bruxelles           | Cirque Royal                                          | 1 040 spectateurs         | 1036/1058 (97 %)              |
| 18 novembre 2011  | Paris               | Folies Bergère                                        | COMPLET                   | 1679/1679 (100 %)             |
| 19 novembre 2011  | Paris               | Folies Bergère                                        | Complet                   | 1679/1679(100 %)              |
| 24 novembre 2011  | Dunkerque           | Kursaal                                               | Annulé                    | Annulé                        |
| 29 novembre 2011  | Mérignac (Gironde)  | Le Pin Galant                                         | Environ 1 200 spectateurs | 1200/1410 (85 %)              |
| 2 décembre 2011   | Meyzieu             | Espace Jean-Poperen                                   | 1 000 spectateurs         | 1000/2000 (50 %)              |
| 3 décembre 2011   | Chauny              | Le Forum                                              | Complet                   | 660/660 (100 %)               |
| 7 décembre 2011   | Rouen               | Zénith                                                | Annulé                    | Annulé                        |
| 10 décembre 2011  | Rennes              | Le Liberté                                            | 1 000 spectateurs         | 1000/2000 (50 %)              |